# Белег за човещина
„Белег за човещина“ е българска телевизионна новела от 1975 година на режисьора Вълчан Вълчанов, по сценарий на Добри Жотев и Вълчан Вълчанов. Оператор е Иван Самарджиев .

## Сюжет
Документално заснети интервюта на хора от с. Душинци, които си спомнят как преди 9 септември са погребали убит партизанин, въпреки изричната заповед на началника на жандармерията.
В къщата на дядо Илия идва млад партизанин и той му дава хляб. В селото има жандармерия. Дядо Илия на сутринта тръгва с каруцата си за нивата. На пътя намира голото тяло на партизанчето. Натоварва го за да го погребе. Среща го старшията и му забранява това „погребение“, но старецът е непреклонен. Когато изкопава гроба, момчето помръдва. Той го прибира в къщата си и три седмици се грижи за него.
След време старшията иска от дядо Илия да му покаже къде е заровил момчето, защото за главата му има определена награда. Когато той отказва, завежда го при следователя. След като разбира каква е работата, следователят удря стареца.
От този удар му остава белег. След смяната на властта през септември 1944 година, старшията и няколко жандармеристи търсят храна при стареца. Когато излиза от къщата, го застрелват в гръб 

## Актьорски състав
| Роля         | Изпълнител          |
| ------------ | ------------------- |
| дядо Илия    | Петър Слабаков      |
| следователят | Ицхак Финци         |
| кметът       | Сашо Симов          |
| партизанинът | Тодор Щонов         |
| старшията    | Иван Стефанов       |
| кръчмарят    | Любен Калинов       |
|              | Георги Стефанов     |
|              | Юли Тошев           |
|              | Гинчо Илиев         |
|              | Николай Начков      |
|              | Екатерина Михайлова |
|              | Илия Михайлов       |